# Alstermo
Alstermo is een plaats in de gemeente Uppvidinge in het landschap Småland en de provincie Kronobergs län in Zweden. De plaats heeft 859 inwoners (2005) en een oppervlakte van 154 hectare.